# Peter Pekarík
Peter Pekarík (Žilina, Eslovàquia, 30 d'octubre de 1986) és un futbolista eslovac. Juga de lateral dret i el seu actual equip és el Hertha BSC de la Bundesliga d'Alemanya. També representa a la selecció de futbol d'Eslovàquia.

## Trajectòria
Pekarík, nascut a Žilina, va començar a jugar futbol en les divisions menors del seu club local. No obstant això, el seu debut en la Corgoň Liga va ser amb el club ZŤS Dubnica. En la seva primera temporada va disputar 27 partits i va tornar al MŠK Žilina a l'estiu de 2005. Va aconseguir guanyar la Superliga d'Eslovàquia en la temporada 2006-07, després de participar en 37 partits. Les seves bones actuacions en la primera meitat de la temporada 2008-09 va atreure l'atenció del club alemany VfL Wolfsburg, amb el qual va signar un contracte de quatre anys i mig des de gener de 2009.
Pekarík va debutar amb l'equip alemany davant l'FC Colònia el 31 de gener de 2009. En la seva primera temporada en la Bundesliga va disputar 16 partits i el seu club va aconseguir guanyar el campionat de la lliga per primera vegada en la seva història.

## Internacional
Ha estat internacional amb la Selecció de futbol d'Eslovàquia. Pekarík hi va debutar el 10 de desembre de 2006 davant els Unió dels Emirats Àrabs. Va marcar el seu únic tant fins al moment en la golejada per 7-0 davant San Marino. Va ser convocat al combinat nacional que va disputar la Copa Mundial de Futbol de 2010.
Fins al 29 de març de 2011, porta disputats 31 partits internacionals i ha marcat un gol.

### Participacions en Copes del Món
| Mundial                        | Seu        | Resultat         | Partits | Gols |
| ------------------------------ | ---------- | ---------------- | ------- | ---- |
| Copa Mundial de Futbol de 2010 | Sud-àfrica | Vuitens de final | 3       | 0    |

## Clubs
| Club          | País       | Any          |
| ------------- | ---------- | ------------ |
| MFK Dubnica   | Eslovàquia | 2004-2005    |
| MŠK Žilina    | Eslovàquia | 2005-2008    |
| VfL Wolfsburg | Alemanya   | 2009-2011    |
| Kayserispor   | Turquia    | 2011-2012    |
| VfL Wolfsburg | Alemanya   | 2012         |
| Hertha BSC    | Alemanya   | 2012-Present |

## Palmarès

### Campionats estatals
| Títol                  | Club          | País       | Any  |
| ---------------------- | ------------- | ---------- | ---- |
| Superliga d'Eslovàquia | MŠK Žilina    | Eslovàquia | 2007 |
| Supercopa d'Eslovàquia | MŠK Žilina    | Eslovàquia | 2007 |
| Bundesliga             | VfL Wolfsburg | Alemanya   | 2009 |